# Tangmere Military Aviation Museum
Das Tangmere Military Aviation Museum befindet sich auf dem Gelände des ehemaligen RAF-Fighter-Command-Flugplatzes Tangmere in West Sussex nahe der A27 und des South Downs National Parks. RAF Tangmere war von 1918 bis 1970 in Betrieb, jedoch befanden sich noch bis 1975 Einrichtungen des Air Training Corps auf dem Platz.

## Exponate
Die im Freigelände abgestellten Exponate umfassen jeweils eine Lockheed T-33, Gloster Meteor F.8, de Havilland Vampire T.11, de Havilland Sea Vixen FAW.2, McDonnell Phantom FGR.2, BAe Sea Harrier und Westland Wessex. Die Vampire T.11 XH313 soll in den Hangar verlegt werden, um dort Restaurierungsarbeiten durchführen zu können. Eine Bugsektion einer Avro Lancaster des Bomber Command ist ebenfalls ausgestellt. Als Rekordmaschinen sind die von der RAF High Speed Flight eingesetzte Meteor IV EE529 und die Hawker Hunter F.3 WB188 ausgestellt, mit der Neville Duke im September 1953 einen neuen Geschwindigkeitsrekord aufstellte.

## Weblink
- Offizielle Seite (englisch)

Koordinaten: 50° 50′ 48,2″ N, 0° 42′ 52,8″ W